# Fernandes
Fernandes är en tillverkare av gitarrer och gitarrtillbehör. Startade tillverkning av Flamencogitarrer 1969 i Japan. Fernandes var under 1970-talet en av de största tillverkarna av Fenderkopior och deras modeller ansågs av många ligga snäppet över i kvalitet och spelbarhet. De tillverkade även en Gibsonopia under märket Burny.

## Kända användare
- Steve Jones (Sex Pistols) använde en Fernandes Burny Les Paul Custom.
- Steve Hackett
- Robert Fripp, King Crimson
- Dave Kushner, Velvet Revolver
- Billie Joe Armstrong, Green Day: Fernandes Stratocaster
- The Edge, U2: Fernandes Decade Elite, Native Pro, Retrorocket. All with Fernandes Sustainer